# Kopstoot (alcoholische drank)
Een kopstoot is een pilsje met een jonge jenever (borreltje) ernaast, dus in aparte glazen.

## Gebruik
De naam geeft al aan dat deze combinatie stevig aan kan komen. Het wordt vooral gedronken in Nederlandse en in mindere mate in Belgische kroegen. Vaak wordt de jonge jenever in één teug achterovergeslagen. Vanwege het relatief hoge alcoholpercentage van de jenever kan dit een branderig gevoel geven in de keel, wat dan geblust kan worden met de pils.

## Benaming

### Synoniemen
Deze combinatie is weliswaar het meest bekend onder de naam kopstoot, maar er zijn veel synoniemen voor zoals: nekslag, opsodemieter, uppercut, stelletje (Amsterdams), ook (Katwijk), motor met zijspan, kapitein-luitenant, 'een wolf temmen' (Noord Brabant), koppeltje, recht-op-en-neertje, mantelpakje, noorman, peper-en-zout-stelletje of spannetje. Taalkundige Ewoud Sanders heeft hierover gepubliceerd nadat hij onderzoek had gedaan naar benamingen voor borrels in het algemeen.

### Misverstand
Er wordt wel gesproken over een pils met een kopstootje ernaast. Hierbij zou het kopstootje de jenever naast de pils zijn. Dit is een misverstand. Een kopstoot slaat op de combinatie van pils én jenever.

## Duikboot-variant
Er bestaat ook de variant met de naam U-boot of duikbootje, waarbij het borreltje ìn het bierglas wordt gelaten. Deze naam refereert aan een onderzeeër, vanwege het onderdompelen van het jeneverglaasje in de pils. De truc is om de eerste paar slokken alleen pils te drinken, totdat het glas zover leeg is dat de jenever uit het glas stroomt. Het jeneverglas kan tegen de voortanden slaan.